# Écodôme

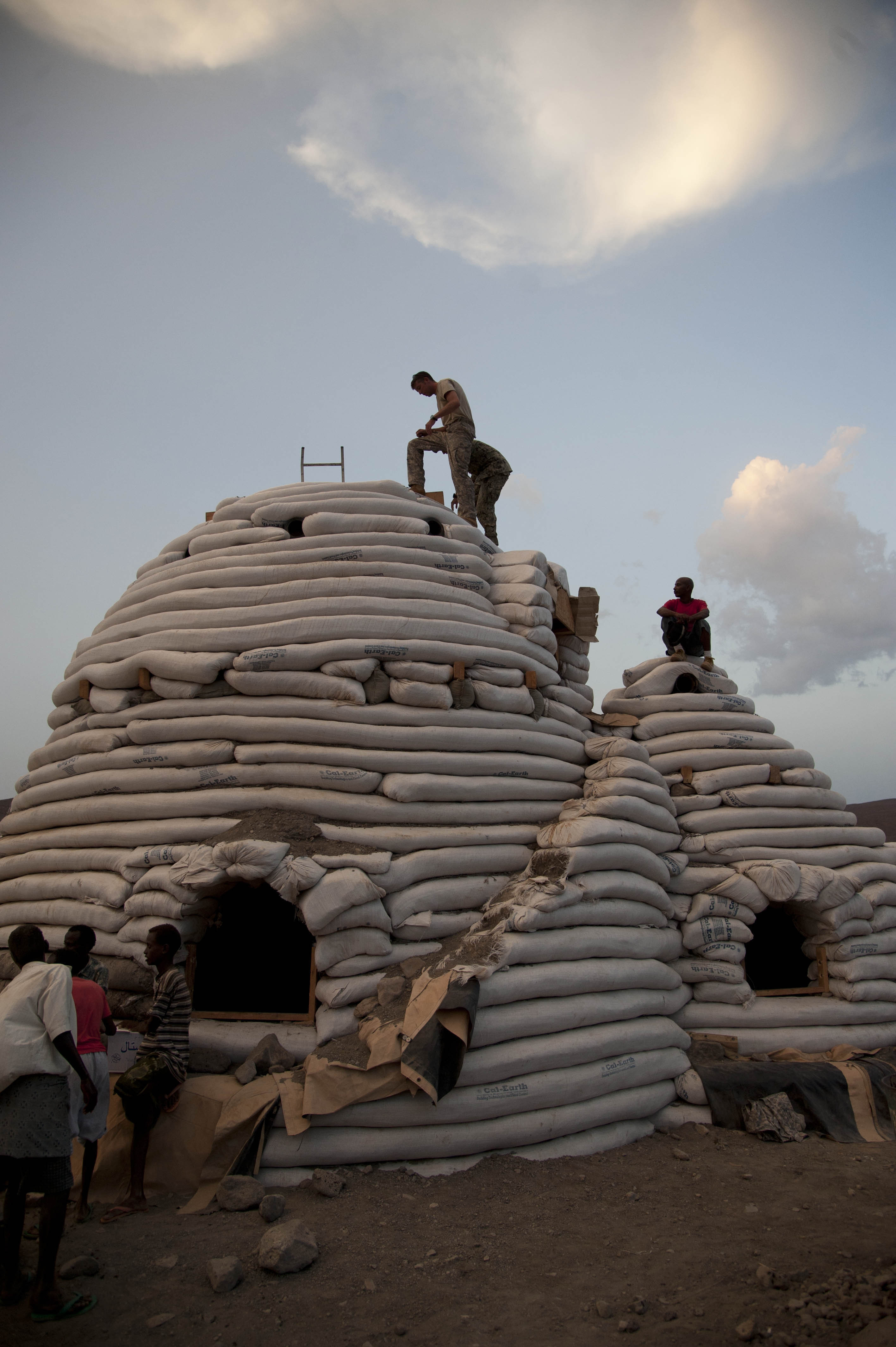
Construction d'un écodôme à Djibouti.

L’écodôme est un type de bâtiment construit en Super Adobe et dessiné par l'architecte iranien Nader Khalili, constituant une construction antisismique à très bas coût, particulièrement adaptée pour les zones dévastées.

## Constitution
Les écodômes sont constitués de sacs empilés remplis de gravats et de terre locale. Ces sacs sont maintenus par des fils de fer barbelés. La terre sèche avec le temps. Il suffit de recouvrir le tout pour protéger les sacs des rayons ultra-violets.

## Intérêt

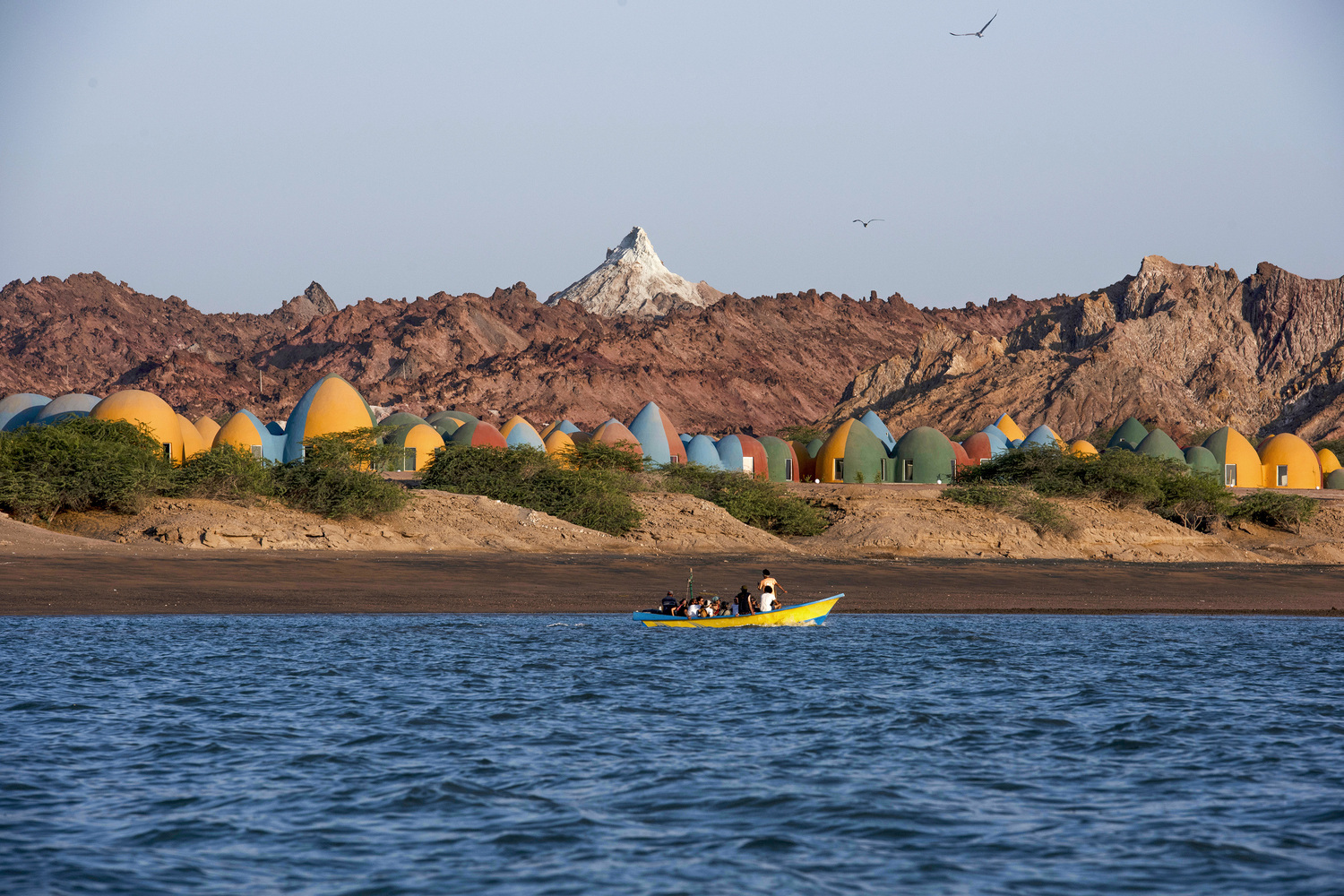
Majara Residence, un village de vacances sur l'île iranienne d'Hormuz constitué d'écodômes.

Ils ne coûtent que 10 000 dollars, sont relativement isothermes, résistent aux incendies, aux tremblements de terre, aux cyclones. La reconstruction rapide des maisons (et des bâtiments publics) est un formidable espoir pour les zones dévastées. Leur démontage nécessite des précautions à cause des barbelés, mais ne laisse pas de trace majeure dans l'environnement.

## Histoire
Ils ont été proposés par l'architecte Nader Khalili en 1984.
BBC News a rapporté en mars 2019 que les structures en superadobe avaient résisté à des tremblements de terre aussi graves que 7,2 de magnitude.